# Ambivali Tarf Wankhal
Ambivali Tarf Wankhal là một thị trấn thống kê (census town) của quận Raigarh thuộc bang Maharashtra, Ấn Độ.

## Nhân khẩu
Theo điều tra dân số năm 2001 của Ấn Độ, Ambivali Tarf Wankhal có dân số 6796 người. Phái nam chiếm 55% tổng số dân và phái nữ chiếm 45%. Ambivali Tarf Wankhal có tỷ lệ 73% biết đọc biết viết, cao hơn tỷ lệ trung bình toàn quốc là 59,5%: tỷ lệ cho phái nam là 78%, và tỷ lệ cho phái nữ là 67%. Tại Ambivali Tarf Wankhal, 15% dân số nhỏ hơn 6 tuổi.